# Haldur Grüner
Haldur Ragnvald Grüner, född 17 oktober 1818 i Kristiansand, död 8 december 1858, var grundaren av Grüners Handelsakademi i Köpenhamn.
Fadern var norsk överstelöjtnant, men familjen flyttade till Köpenhamn då Haldur ännu var ung. Här grundade han 1843 Grüners Handelsakademi, vars ledare han var fram till sin död. Han efterträddes då av Albert Kaarup. Grüner utgav en mängd praktiska handböcker, tabeller och liknande för handelsmän. Hans största verk var det av honom påbörjade Encyklopædi for Handlende. 1845 gifte han sig med Jacobine Alette Steenhoff Dewold från Trondheim.